# Полковский, Андрей Сергеевич
Андрей Сергеевич Полковский  (04.07.1902 — 12.08.1979) — капитан дальнего плавания, генерал-директор морского флота СССР. Начальник Главной инспекции мореплавания и портнадзора Министерства морского флота СССР. Уполномоченный Наркомфлота Азовского бассейна, начальник центрального управления эксплуатации флота Наркомфлота СССР. С 1937 по 1938 год руководил Черноморским морским пароходством.

## Биография
Родился в Цюрупинске Николаевской области (ныне Алёшки Херсонской области Украины).
В марте 1918 года по призыву Союза моряков, принимал участие в боях против австро-германских войск в Херсоне. С 1919 по 1921 год находился в рядах Красной Армии и Флота.
С 1921 по 1924 года учился в Херсонской морской академии, во время каникул работал в Херсонском порту грузчиком. После окончания учёбы начал работать на судах Черноморского пароходства — матросом до 1925 года, помощником капитана до 1930 года. С семьёй жил в Одессе.
Принимал участие в руководстве многими военными операциями на Чёрном море в период Великой Отечественной войны, включая высадку десанта в Новороссийске на Малой земле. После Второй мировой войны работал в Восточной Германии, потом переехал в Москву.
Умер 12 августа 1979 года на подмосковной даче в Пушкино. Перед смертью высказал пожелание о том, чтобы урну с его прахом опустили на дно Чёрного моря возле мыса Сарыч. Это было сделано под гимн СССР и гудки судов с борта теплохода «Юность».

## Семья
27 июля 1941 года при эвакуации из Одессы в Новороссийск у мыса Сарыч (недалеко от Севастополя) погибла первая семья Андрея Сергеевича (жена и два ребёнка). Немецкая торпеда, выпущенная с подводной лодки (информация из личного архива А. С. Полковского) потопила госпитальный пассажирский пароход «Ленин», перевозивший гражданское население города, а так же раненых бойцов Красной армии и семьи черноморских моряков.
Вторая жена — Полковская Анна Дмитриевна. После смерти мужа жила одна в московской квартире на Старой Басманной улице. Похоронена вместе с родной сестрой Маргаритой (Мага Брицке) на Бауманской аллее Ваганьковского кладбища столицы. Оба захоронения под фамилией Суровы (фамилия сестёр при рождении).

## Награды
Имел 10 правительственных наград, в том числе:
- Орден Ленина (1936);
- Орден Красного Знамени (1942);
- Орден Трудового Красного Знамени (1944);
- Медаль «За оборону Одессы» (1945);
- Медаль «За оборону Кавказа» (1945);
- Медаль «За победу над Германией» (1945).

## Упоминания в литературе
- Пак А. И. В списках спасённых нет.
- Холостяков Г. Н. Вечный Огонь.
- Бадигин К. С. На морских дорогах.
- Херсонская Государственная Морская Академия Архивная копия от 20 мая 2017 на Wayback Machine